# Retz

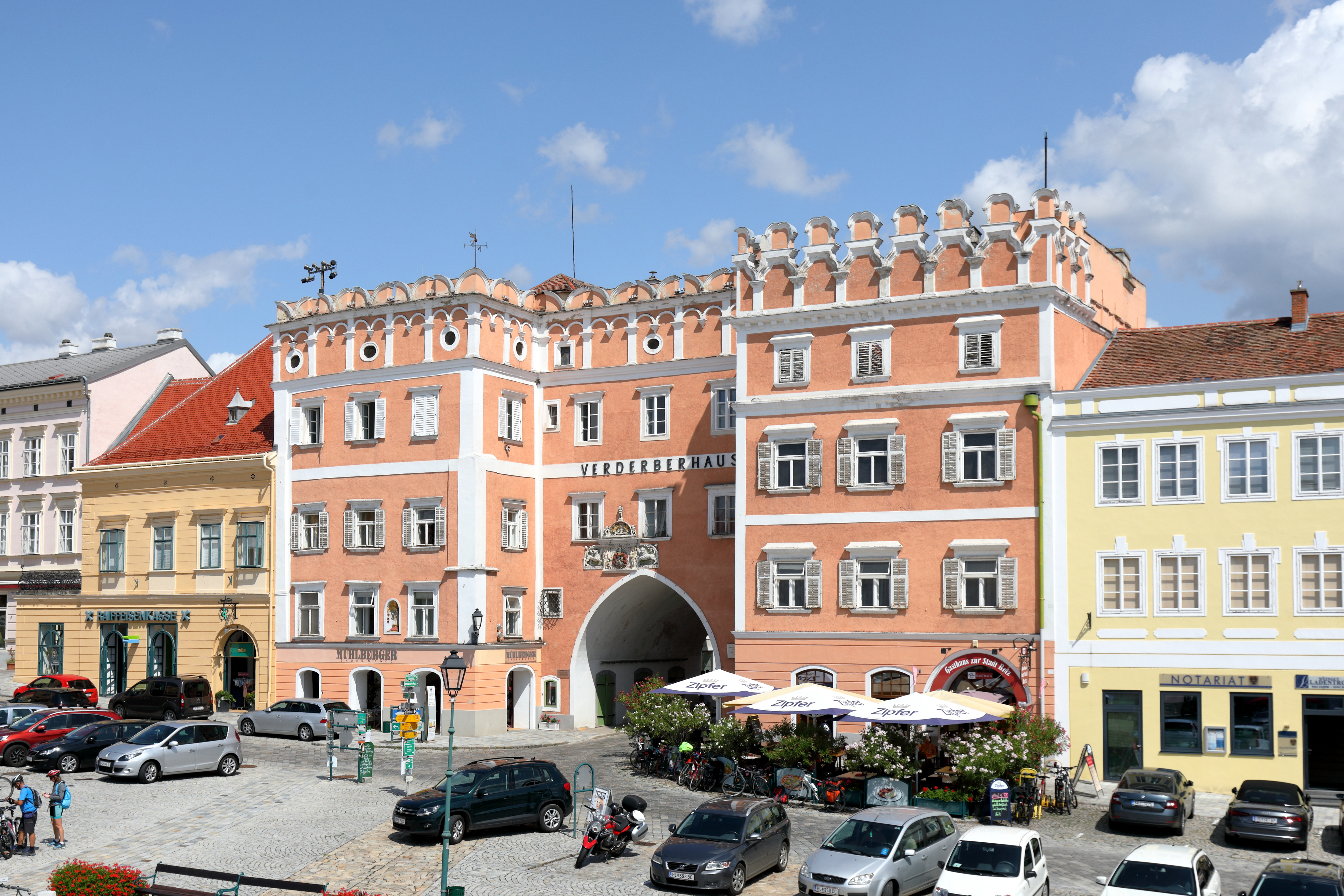
Verderberhaus

Retz (česky Reteč, Rec nebo Říč, Řečice) je město v Rakousku nedaleko moravských hranic, asi 12 kilometrů jihozápadně od Znojma, ve spolkové zemi Dolní Rakousko. Retz je město známé jako vinařská obec. Žije zde přibližně 4 200 obyvatel.

## Poloha
Město Retz leží na severozápadě oblasti Weinviertel v Dolním Rakousku, v okrese Hollabrunn. Z celkové rozlohy 45 km2 je téměř 12 % území zalesněno. Součástí obce jsou také katastrální území Hofern, Kleinhöflein, Kleinriedenthal, Obernalb a Unternalb.

## Dějiny
První zmínka o městu je z r. 1180, kdy je označeno jako Rezze, což je jméno pravděpodobně slovanské. Koncem 13. století se do Retzu přestěhoval hrabě Berthold z Rabenswalde a založil tam dominikánský klášter, kolem roku 1300 pak i samotné město. Kolem r. 1343 se v Retzu narodil kazatel František z Retzu, který se zasadil o reformu dominikánského řádu, působil na univerzitě ve Vídni a zastupoval ji také na koncilu v Pise.
Roku 1425 dobyli Retz husité, město bylo zničeno a mnozí jeho obyvatelé pobiti. Jedna kronika z Klosterneuburgu píše, že bylo zajato šest tisíc lidí, mezi jinými i hrabě Jindřich z Maidburgu, a odvedeno do Prahy, téměř 8 000 lidí prý bylo zabito. Roku 1431 se loupeživý husitský vpád opakoval.
Roku 1467 byla mezi domem Verderberhaus (obraz vpravo) a znojemskou bránou vybudována hradní špitální kaple. Dnes v ní sídlí městské muzeum a Jihomoravská galerie.
Další obléhání zažil Retz roku 1486, kdy jej dobyl Matyáš Korvín a město pak patřilo k jeho panství až do r. 1492. V tomto období dostalo město privilegium týkající se obchodu s vínem, které se stalo základem jeho budoucí prosperity. Privilegiu také město vděčí za své četné mnohaposchoďové sklepy.
V období třicetiletých válek stál již 15. března 1645 švédský generál Lennart Torstenson (1603–1651), jako první z nepřátelských vojsk, v Retzu.

## Významní rodáci
- Moritz Eigner, politik a právník

## Partnerská města
- Rötz v Bavorsku, Německo (od roku 2006)
- Hainburg v Hesensku, Německo
- Znojmo, Česko